# Історія друку

Поширення друку в 15-м столітті

Глобальне розповсюдження механічного друку з рухливою літерою, що походить з Німеччини, почалося з винаходу механічного друкарського пресу Йоганном Гутенбергом (1439) і закінчилося з прийняттям друку у всіх головних регіонах світу 19 сторіччя. Генеалогічно, друкарський прес Гутенберга — прототип всього сучасного друку з рухливою літерою, і практично всі друкарські технології можна віднести до єдиного джерела — пресу Гутенберга.

## Поширення друку

### Китай
У Китаї з 6–8 ст. способом ксилографії (різьблення по дереву) виготовлялися цілі сторінки текстів.
Пізніше китаєць Бі Шен у 1041—1049 використовував рухомі розбірні літери для друку з допомогою матриць і пуансонів. Вперше набірний друк із використанням дерев'яних літер було винайдено у Китаї, автор винаходу Ван Чжень (1290—1333 рр.).

### Німеччина
Вже в 1460 р. Ментель мав друкарню в Страсбурзі, Пфістер — в 1461 р. в Бамберзі. Після призначення Майнца герцогом Нассауським, коли друкарня Шеффера і Фуста була знищена, працівники, або, як їх називали, «діти Гутенберга», розбіглися і забравши з собою і друкарське мистецтво. У Кельні Ульріх Целль працював вже в 1466 р.; пізніше були: Базель, з 1471 р.; Аугсбург, де Гюнгер Цайнер працював з 1468 р.; Ульм — з 1469 р.; Нюрнберг — Генр. Кеффер і Іог. Зензеншмідт, з 1470 р. Для північної Німеччини раніше всього була заснована друкарня у Франкфурті-на-Майні, а потім в Любеці, Лейпцигу, Ерфурті та ін. У Відні перша друкарня відкрилася 1482 р., але постійна — лише в 1491. Загалом, до кінця XV ст. в Німеччині було понад 50 друкарень, а друкарів — понад 200. З Німеччини нове мистецтво розповсюдилося в інші країни.

### Іспанія та Португалія
У Іспанії перша друкарня була заснована в 1474 р. у Валенсії. Першими друкарями там були німці та голландці. До Португалії, вперше, друкарське мистецтво було занесене в 1484 р. в м. Лейрії. У 1495 р. королева Елеонора викликала до Лісабона німецьких друкарів.

### Нідерланди
У Нідерландах першим містом, в якому була заснована друкарня, став Утрехт (у 1473 р., Миколою Кетелером і Жераром фон Лєємптом); за ним слідують Лувен (1474), Брюгге (1475) і Антверпен (1476).

### Італія
У Італії першими друкарями були німці Конрад Свейнгейм і Арнольд Пан-нартц, які були запрошені ченцями з Субіако в 1465 р., а в 1467 р. переїхали до Риму. У Венеції Іоганн Шпаєрський отримав привілей на друкування книг в 1469 р. Іоганн помер наступного року, і розпочату справу продовжував його брат, Венделін Шпаєрський, в співтоваристві з Іоганном Кельнським. У тому ж році в Римі оселився гравер Микола Женсон. Друкарська справа у Венеції досягла високого ступеня розвитку, наприклад, в XV ст. існувало до 250 друкарень; тоді ж була заснована відома друкарня Альдова (1495). За Венецією слідують Болонья (1471), Неаполь (1471), Флоренція (1472) та ін.

### Англія
У Англії першу друкарню було засновано Вільгельмом Какстоном близько 1474 р. Взагалі, книгодрукування в Англії не розповсюдилося з такою швидкістю, як на континенті, наприклад, до кінця XV ст. друкарні були засновані тільки в Оксфорді.

### Скандинавія
У скандинавських країнах книгодрукування розпочато в Оденсі (Фіонія) в 1482 р. Іоанном Снелльлем; у Копенгагені — в 1490 р. Готфрідом фон Гемен; у Стокгольмі — в 1483 р. У Осло перша друкарня заснована лише в XVII столітті.

### Вірменські друкарні
Перше видання вірменською мовою зробив Йоган Шильдбергер в Майнці в 1475 році латинським шрифтом (молитва «Отче наш»). У 1486 р. Брайнденбах видав вірменський текст методом ксилографії. Початок вірменського книгодрукування відносять до 1512 року, коли у Венеції Акоп Мегапарт видав книгу «Урбатагирк». Збереглися 32 найменування вірменських книг, виданих в XVI ст., причому 19 з них — вірменськими друкарями виключно на вірменській мові. У 1639 р. була заснована вірменська друкарня в Джузі (Джулфа) — перша друкарня в Ірані. У 1666—1668 рр. у вірменській друкарні Амстердама друкувалося перше видання Біблії на вірменській мові з ілюстраціями А. Дюрера. У 1675 році була видана перша друкарська книга на нововірменській мові «ашхарабарі».
Перші вірменські друкарні були засновані в 1512 р. у Венеції і в 1567 р. в Константинополі, потім відкрилися вірменські друкарні в Римі (1584), Львові (1616), Мілані (1621), Парижі (1633), Ліворно (1643), Амстердамі (1660), Марселі (1673), Лейпцигу (1680), Падуа (1690), Лондоні (1736), Санкт-Петербурзі (1781) і ін.
З 1512 до 1800 року вийшло більше 1170 найменувань вірменських книг. У наступному столітті вірменські друкарні відкрилися в Москві (1820), Шуші (1828), Нью-Йорку (1857), Єревані (1876), Бостоні (1899) і ін. До 1920 р. у світі діяло більше 460 друкарень, що друкували книги, журнали і газети на вірменській мові. Близько 1696 р. в Амстердамі була надрукована перша географічна карта на вірменській мові.

### Туреччина
У Туреччині книги друкувалися євреями (таємно). У 1490 р. вийшла «Історія народу Божого», твір Йосипа бен Горіона. У 1567 р. Абгар Токатеци в Константинополі відкрив вірменську друкарню. Перші турецькі книги були видані в 1720-і рр.

### Річ Посполита
У Польщі першою надрукованою книгою є «Explanatio in Psalterium» Іоанна де Туррекремата, на якій позначено місце друкування (Краків), але немає дати (близько 1474 року). Першим друкарем вважається Гюнтер Цайнер з Аугсбурга.
Першим польським друкарем, який через 35 років після винаходу друку Яном Гутенбергом вперше надрукував текст польською мовою, був Каспер Еліан.
В кінці XV і на початку XVI ст. в Кракові працював друкар Ян Галлер, що видавав книги латинською мовою, а польською — тільки уривки, та й ті у вигляді додатків до деяких латинських книг. У Варшаві перша друкарня з'явилася лише в 1578 р. У містечку Пінчове (Краківського воєводства) з 1559 р. існувала друкарня, заведена богемськими братами. У тому ж році князь Микола Радзівілл заснував друкарню в своєму місті Бржеську (у Литві), де в 1563 p. була надрукована Біблія, перекладена польською мовою спілкою протестантських учених. Той же князь Радзівілл заснував друкарню в Несвіжі, звідки вийшов в 1562 р. социніанській катехізис старобілоруською мовою.

### Чехія
У Чехії книгодрукування з'явилося близько 1475—1478 рр. одночасно в Празі і Пльзені, потім в Брюнні (Брно) — в 1486 р., в Куттенберзі — в 1489 р. (Мартін Тісновський) і в Ольмюці (Оломоуц) — в 1500 р. (Конрад Баумгартен).

## Кириличні книги
Першим друкарем кириличних слов'янських книг був Швайпольт (Святослав) Фіоль, а перша надрукована кирилицею книга — «Осьмогласник», або Октоїх (1491, Краків). Для цього видання різав і відливав букви німецький майстер Рудольф Борсдорф з Брауншвейга. Два неповні примірники цього первістка слов'янського друку знаходяться в публічних бібліотеках Петербурга і Москви, а повний — у Редігеровській бібліотеці в Силезії (Німеччина). У тому ж році Феоль видав «Часослов», «Тріодь пісну» і «Тріодь кольорову».

### Болгарія
Найперше болгарське видання «Огледало ради потреби і ползовані препростейшимъ і некніжнимъ іазикомъ болгарськімъ долні Месії» надруковано у Будапешті 1816 року священиком Костой Стоїсичем з Призрену. 1838 року заснована друкарня в Солуні, що згоріла 1842; 1843 року заснована при константинопольській патріархії слов'янська друкарня. Виданий Новий Заповіт болгарською мовою в Смірне (1840). З 1846 року духовні книги видавала друкарня Карастоянова.

### Україна
Багатий львівський міщанин Степан Дропан 1460 р. подарував церкві Святого Онуфрія і монастиреві при ній свою власну друкарню, яку король Казимир IV підтвердив привілеєм 1469 р. Відомо лише, що в цій друкарні була надрукована книга «Проповідь Іоанна Златоустого», яка не дійшла до наших днів.
У Центральному державному історичному архіві у Львові було виявлено Орестом Мацюком документ — інвентарний список книг за 1826 рік Словітського монастиря, що розташований поблизу Львова. У переліку книг подані такі видання як:
1. Новий тестамент із мідними замочками в доброму стані, виданий в Почаєві 1511 року.
2. Тріодь у шкіряній оправі і доброму стані, видану в Києві 1527 року. (Ціна 1 флорен 30 крейцарів).
3. Тріодь у шкірі, видана в Києві 1540 року. (Ціна 3 флорени).
4. Анфологіон оправлений у шкіру в доброму стані, виданий у Львові 1542 року. (Ціна 3 флорени).
5. Служебник, виданий у Львові 1546 року. (Ціна 1 флорен).
6. Епістоляріон або Апостол, оправлений у шкіру, виданий у Львові 1566 року. (Ціна 20 крейцарів).

### Білорусь
Радзівілл заснував друкарню в Несвіжі, звідки вийшов 1562 року социніанській катехизис старобілоруською мовою.